# Salomão Bensabat Saragga
Salomão Bensabat Saragga (Lisboa, 19 de Setembro de 1842 — Lisboa, 4 de Abril de 1900) foi um intelectual português descendente de uma família sefardita de origem argelina que se fixara em Lisboa logo após o termo da Guerra Civil Portuguesa. Foi um destacado intelectual, membro da Geração de 70, educado na Universidade de Coimbra e em Paris, onde foi próximo de Ernest Renan. Foi um dos organizadores das Conferências do Casino.

## Biografia
Nasceu em Lisboa, filho de Francisco Aarão Saragga (1796-1872), um rico comerciante judeu nascido em Argel, e um dos principais membros da comunidade judaica de Lisboa no século XIX, e de Reyna Bensabat. Seu pai terá sido o primeiro Saragga a vir para Portugal após a implantação do liberalismo, por volta de 1835, a convite do governo português e como representante da família, então residente em Argel, para o fornecimento em grandes quantidades de gado bovino importado da Argélia.
Manteve uma longa e profícua relação de amizade com Antero de Quental e era uma das figuras mais importantes das tertúlias literárias lisboetas do último quartel do século XIX.
Foi proprietário e editor do periódico Os dois mundos : illustração para Portugal e Brazil (1877-) e um dos primeiros tradutores para português das obras de Jules Verne e de Camille Flammarion. Publicou diversas traduções portuguesas de obras da literatura francesa e financiou diversas iniciativas editoriais. O seu nome consta na lista de colaboradores do periódico  Lisboa creche: jornal miniatura  (1884).
Foi casado com uma marroquina, Symmi Philipps (1842-1926), natural de Mogador.